# Sonja Tol
Sonja Tol (ur. 16 listopada 1972 w Ede) – holenderska szpadzistka, brązowa medalistka mistrzostw świata.
Podczas mistrzostw świata w Antalyi w 2009 roku wywalczyła brązowy medal w turnieju indywidualnym. Wyprzedziły ją jedynie Rosjanka Lubow Szutowa i Kanadyjka Sherraine Schalm. Była też między innymi siódma indywidualnie na mistrzostwach świata w Lipsku w 2005 roku.
Wystartowała na igrzyskach olimpijskich w Atenach w 2004 roku, gdzie w turnieju indywidualnym zajęła 24. miejsce. Był to jej jedyny start olimpijski.